# Однопозофф, Рикардо
Рикардо Однопозофф (нем. Ricardo Odnoposoff; 24 февраля 1914, Буэнос-Айрес — 26 октября 2004, Вена) — австрийский скрипач аргентинского происхождения. Брат виолончелиста Адольфо Однопозоффа.
Родился и провёл детство в Аргентине, в семье еврейских эмигрантов из России. В 13 лет отправился в Берлин учиться музыке, изучал игру на скрипке у Рудольфа Демана, а затем у Карла Флеша, занимался также композицией у Пауля Хиндемита. Уже к середине 1930-х гг. добился всеевропейской славы: в 1932 году разделил второе место на Венском конкурсе исполнителей, а в 1937 году был удостоен второй премии в Брюсселе на конкурсе имени Изаи (первую получил тогда Давид Ойстрах). В 1933 году был приглашён Клеменсом Краусом занять пост концертмейстера Венского филармонического оркестра. В этот период Однопозофф уже преподавал в Венской консерватории (среди его учеников, в частности, Норберт Брайнин).
После аншлюса Однопозофф потерял возможность полноценных выступлений в Австрии и покинул страну, отправившись первоначально в Бельгию, затем в Аргентину. В 1940—1942 гг. он был концертмейстером Бразильского симфонического оркестра, после чего перебрался в США, где много гастролировал. В 1956 году он вернулся в Вену и снова преподавал в Венской консерватории, а в 1975—1984 гг. занимал пост профессора в Цюрихской высшей музыкальной школе. С 1974 по 1990 гг. Однопозофф неизменно входил в скрипичное жюри Международного конкурса имени Чайковского.
В репертуаре Однопозоффа видное место занимала романтическая музыка в том или ином её преломлении — от Николо Паганини и Пабло Сарасате до Эдуара Лало и Эрнеста Шоссона.